# Панчери, Франко
Франко Панчери (итал. Franco Pancheri; 25 января 1958, Травальято, Италия) — итальянский футболист и тренер.

## Карьера
Воспитанник «Интернационале». Несколько лет провел в составе родной команде и в её составе становился чемпионом страны. Однако закрепиться в основном составе «Интера» Панчери не смог. Позднее выступал за «Удинезе», «Кремонезе» и ряд других итальянских клубов.
Будучи тренером, долгое время работал с юношескими составами «Интера». В 2001 году с ознакомительным визитом приезжал в эстонскую «Левадию». Позднее, в 2003 году, специалист работал с этой командой. После возвращения в Италию, он вновь занимался детским футболом.

## Достижения

### Футболиста
- Чемпион Италии (1): 1979/80.

### Тренера
- Бронзовый призёр Чемпионата Эстонии (1): 2003.